# Municipio de Wantage
El municipio de Wantage (en inglés: Wantage Township) es un municipio ubicado en el condado de Sussex en el estado estadounidense de Nueva Jersey. En el año 2007 tenía una población de 10 387 habitantes y una densidad poblacional de 60 personas por km².

## Geografía
El municipio de Wantage se encuentra ubicado en las coordenadas 41°14′24″N 74°37′47″O / 41.24000, -74.62972.

## Demografía
Según la Oficina del Censo en 2000 los ingresos medios por hogar en el municipio eran de $58,440 y los ingresos medios por familia eran $65,339. Los hombres tenían unos ingresos medios de $42,697 frente a los $30,160 para las mujeres. La renta per cápita para la localidad era de $22,488. Alrededor del 4.9% de la población estaba por debajo del umbral de pobreza.